# West Thornton
West Thornton var en civil parish 1866–1955 när det uppgick i Hartburn, i grevskapet Northumberland i England. Civil parish var belägen 10 km från Morpeth och hade 46 invånare år 1951.